# わんだふるワールド
「わんだふるワールド」は、竹達彩奈の楽曲。加藤哉子が作詞、小林俊太郎が作曲を手掛けた。竹達の5枚目のシングルとして2014年6月4日にポニーキャニオンから発売された。

## 背景
ミュージシャンは、チーム竹達の中心人物である小林俊太郎（キーボード）と沖井礼二（ベース）に加え、チーム竹達の音色を再確認させるためワンマンライブ同様木暮晋也（ギター）と白根佳尚（ドラム）の起用を決めたという。また今作は、前作「週末シンデレラ」と違い締め切りまで間がかなりあったため自分の思う通りに作れたという。

## 音楽性
竹達によれば魔法少女アニメの主題歌を思わせる元気が出る明るい感じの中に切なさが隠されているという。なお楽曲自体は2ndシングル「♪の国のアリス」のカップリング曲「CANDYLOVE」の続編的な位置付けであるため、女の子自体のイメージが「CANDYLOVE」と同一であるという。
歌詞中の「もっとわがままに」は、竹達自身の内面を表現している他、かくれんぼで使われる「まーだだよ」、「もういいかい」「もーいいよ」が挿入されている。これらの台詞はレコーディング時に近付くイメージで歌うよう指示されており、竹達自身はライブ会場に来た観客が発することを切望しているという。

## シングルリリース
2014年6月4日にポニーキャニオンから発売された。竹達のシングルとしては前作「週末シンデレラ」から半年でのリリースとなる。
販売形態は初回限定盤（PCCG-1404）と通常盤（PCCG-70212）の2種リリースで、初回限定盤には本曲のPV、メイキング、オフショットを収録したDVDが同梱されている。2014年6月22日に舞浜アンフィシアターで開催されたバースデーライブに申し込むための券が封入されており、同イベントでは吉野家の「アタマの大盛り」無料券が配布された。
ジャケットには女の子の好物をできるだけ散りばめたい思惑があったため、スイーツと竹達の好物である牛丼を掲載することに決めたという。
2曲目「サーフでゴゴゴ」は、販売元から夏をテーマにした曲を作るよう依頼された際当初は悩んだが、竹達がいわゆるインドアであったことと作詞・作曲を担当した沖井礼二自身が人の失敗を基にした曲が好きなため、それらを連想させて曲を完成させたという。一方竹達によればレコーディング時サーフィンにあまり行きたくないにもかかわらず知人に強引に連れされる様子を設定して行ったことを明かしている。なお歌詞中の「話が違うぜベイベー?」に関しては、竹達が歌った瞬間子供が背伸びする間抜けな様子に感じたためできるだけ修正したという。この他愛犬や自身の名前など、竹達にちなんだフレーズも散りばめられている。

## シングル収録内容
| #         | タイトル                               | 作詞      | 作曲       | 編曲       | 時間  |
| --------- | -------------------------------------- | --------- | ---------- | ---------- | ----- |
| 1.        | 「わんだふるワールド」                 | 加藤哉子  | 小林俊太郎 | 小林俊太郎 | 4:38  |
| 2.        | 「サーフでゴゴゴ」                     | 沖井礼二  | 沖井礼二   | 沖井礼二   | 3:16  |
| 3.        | 「わんだふるワールド（Instrumental）」 |           |            |            | 4:37  |
| 4.        | 「サーフでゴゴゴ（Instrumental）」     |           |            |            | 3:16  |
| 合計時間: | 合計時間:                              | 合計時間: | 合計時間:  | 合計時間:  | 15:48 |

| #  | タイトル                            | 作詞 | 作曲・編曲 | 時間 |
| -- | ----------------------------------- | ---- | ---------- | ---- |
| 1. | 「わんだふるワールド」(Music Video) |      |            | 4:41 |

## チャート
| チャート（2014年）                     | 最高位 |
| -------------------------------------- | ------ |
| オリコン週間                           | 11     |
| オリコン月間                           | 48     |
| Billboard Japan Hot 100                | 49     |
| Billboard JAPAN Hot Animation          | 10     |
| Billboard JAPAN Hot Singles Sales      | 13     |
| サウンドスキャンジャパン（初回限定盤） | 19     |

## スタッフ・クレジット
- 小林俊太郎 - キーボード
- 沖井礼二 - ベース
- 木暮晋也 - ギター
- 白根佳尚 - ドラム